# Schaefferia (plante)
Genre
Schaefferia est un genre de plantes de la famille des Celastraceae.

## Liste des espèces
Schaefferia angustifolia - Schaefferia argentinensis - Schaefferia berteroi - Schaefferia cuneifolia - Schaefferia diemonis - Schaefferia dietheri - Schaefferia elliptica - Schaefferia ephedroides - Schaefferia frutescens - Schaefferia lanceifolia - Schaefferia lateriflora - Schaefferia lottiae - Schaefferia marchii - Schaefferia oaxacana - Schaefferia obovata - Schaefferia ovatifolia - Schaefferia paniculata - Schaefferia pilosa - Schaefferia racemosa - Schaefferia serrata - Schaefferia shrevei - Schaefferia stenophylla - Schaefferia uruguayensis